# Mohamed Elyounoussi
Mohamed Amine Elyounoussi, född 4 augusti 1994 i Al Hoceima i Marocko, är en norsk fotbollsspelare som spelar för FC Köpenhamn. Han är kusin till Tarik Elyounoussi.

## Klubbkarriär
Elyounoussi debuterade för Sarpsborg 08 i Tippeligaen den 8 maj 2011 i en 1–0-förlust mot Odd Grenland, där han blev inbytt i den 80:e minuten mot Michael Røn. I mars 2014 gick han till Molde.
I juli 2016 värvades Elyounoussi av schweiziska Basel, där han skrev på ett fyraårskontrakt. Den 29 juni 2018 värvades Elyounoussi av Southampton, där han skrev på ett femårskontrakt. Elyounoussi gjorde sin Premier League-debut den 12 augusti 2018 i en 0–0-match mot Burnley, där han blev inbytt i den 56:e minuten mot Cédric Soares.
I augusti 2019 lånades Elyounoussi ut till Celtic på ett låneavtal över säsongen 2019/2020. Den 30 juni 2020 förlängdes låneavtalet över säsongen 2020/2021.
Den 27 juli 2023 kom Elyounoussi till danska FC Köpenhamn. Han skrev på ett fyraårskontrakt med klubben.

## Landslagskarriär
Elyounoussi debuterade för Norges landslag den 18 januari 2014 i en 3–0-förlust mot Polen, där han blev inbytt i den 33:e minuten mot Erik Huseklepp.